# جورج إي. ليتش
جورج إي. ليتش (بالإنجليزية: George E. Leach) هو سياسي أمريكي، ولد في 14 يوليو 1876 بسيدار رابيدز في الولايات المتحدة، وتوفي في 17 يوليو 1955 في نفس البلد. حزبياً، نشط في الحزب الجمهوري.